# Potamonautes platynotus
Potamonautes platynotus là loài cua nước ngọt đặc hữu của hồ Tanganyika, ở đây nó là loài cua duy nhất không thuộc chi Platythelphusa. P. platynotus có thể sống trên cạn nhiều giờ.

## Hình ảnh

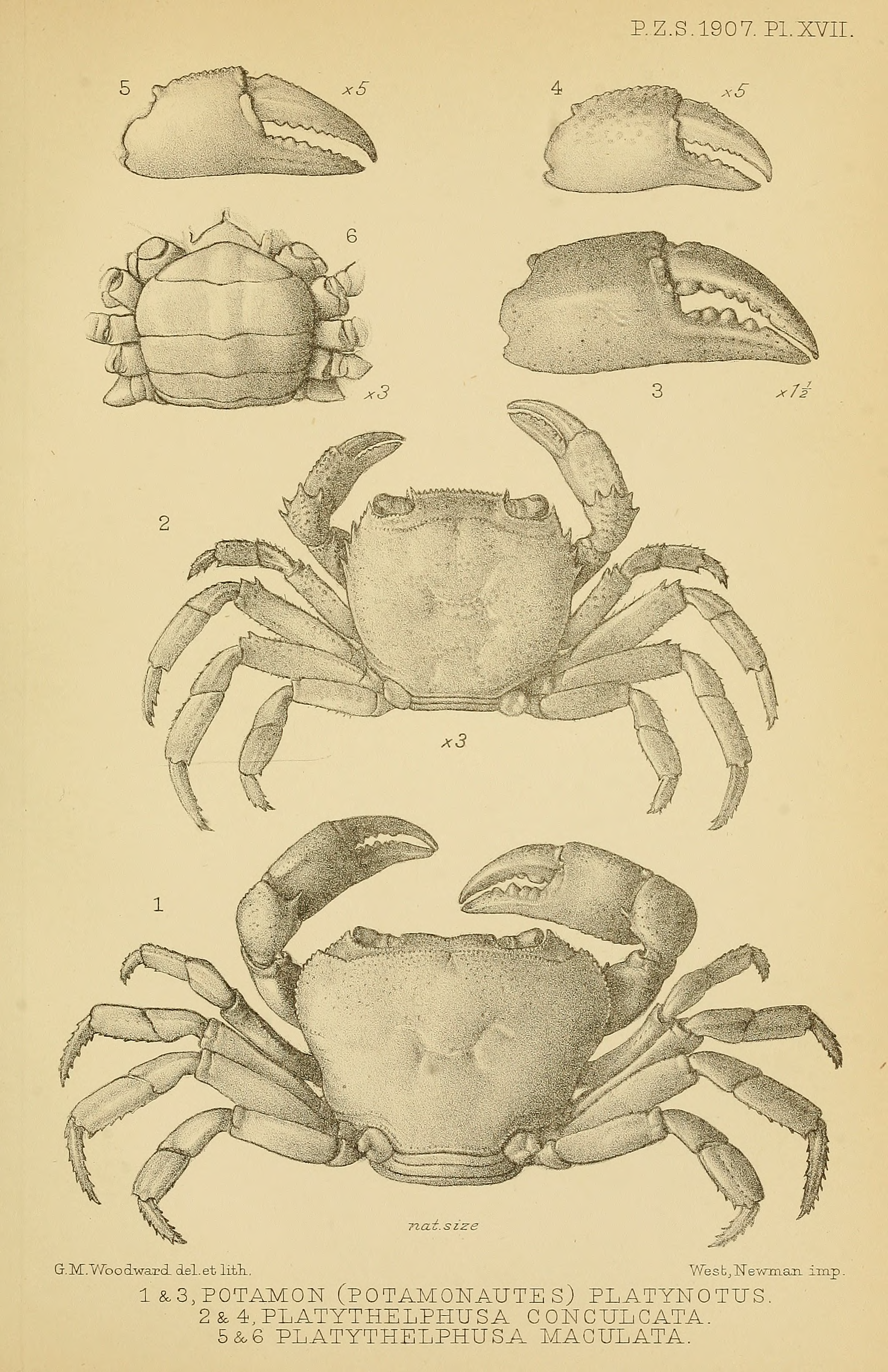